# 歩兵第16連隊
歩兵第16連隊（ほへいだい16れんたい、歩兵第十六聯隊）は、大日本帝国陸軍の連隊のひとつ。新潟県新発田市に所在した歩兵連隊であった。日清戦争から太平洋戦争に至るまで、激戦には必ず参戦したと言われ、軍功の大きかった反面戦病死者の数も多かった。
大変に郷土愛の強い部隊であったためか、いわゆる古兵による私的制裁が皆無であったといわれている（伊藤桂一『兵隊たちの陸軍史』番町書房、1967年）。

## 歴史
明治維新により、廃藩置県とともに近代兵制の整備が急がれ、1871年（明治4年）新潟に東京鎮台第1分営が置かれ、次いで明治6、7年頃、新発田城内に新兵舎（白壁兵舎）が落成したのを機に歩兵第3大隊として移駐し、仙台鎮台の所属部隊として1884年（明治17年）6月に新発田歩兵第16連隊が編成され、同年8月15日に軍旗が授与された。
歩兵第16連隊は、当初仙台鎮台、その後1888年（明治21年）に鎮台を改編し師団が創設され第2師団に、日露戦争後に新設の第13師団所属となったが、1925年（大正14年）宇垣軍縮により第13師団が廃止され第2師団所属に戻った。太平洋戦争時の通称号は「勇1302」。 

## 沿革
- 1884年（明治17年）6月 - 第1から第3までの3個大隊が編成完結[1]

8月15日 - 軍旗拝受
- 1888年（明治21年）5月 - 第2師団創設、同師団第3旅団隷下に入る
- 1894年（明治27年）10月 - 日清戦争のため新発田を出発。清国の山東半島・遼東半島・台湾方面で戦う
- 1896年（明治29年）5月 - 帰還
- 1904年（明治37年）2月 - 日露戦争のため新発田を出発。満州の丹東・撫順・鉄嶺で戦う
- 1905年（明治38年） - 第2師団から第13師団に所属変更

12月 - 帰還
- 1919年（大正8年）10月 - シベリア出兵のため第13師団隷下歩兵第16連隊、新発田を出発。シベリア沿海州ハンカ湖南東岸方面で戦う
- 1921年（大正10年）5月 - 帰還
- 1925年（大正14年）5月1日 - 宇垣軍縮により第13師団廃止、第2師団に所属変更
- 1931年（昭和6年）4月 - 満州事変のため第2師団隷下歩兵第16連隊、新発田を出発。満州　遼陽・奉天・長春・吉林・チチハル・ハルビン・牡丹江方面で戦う
- 1933年（昭和8年）1月 - 帰還
- 1937年（昭和12年）4月 - 日中戦争のため新潟港を出発。中華民国の山西省太原で戦う。
- 1937年（昭和12年）12月 - 帰還
- 1939年（昭和14年）8月 - ノモンハン事件勃発、第2師団隷下歩兵第16連隊、関東軍の一員として牡丹江方面から出動。満州国とモンゴル人民共和国との国境付近ノモンハンで戦う
- 1940年（昭和15年）10月 - 帰還
- 1941年（昭和16年）12月 - 新発田を出発。ジャワ島・ガダルカナル島・フィリピン・中国雲南省・ビルマ方面で戦う。
- 1945年（昭和20年）8月 - ベトナムのサイゴン付近で終戦

### 特設連隊
- 後備歩兵第16連隊（日露戦争に特設された・後備歩兵第1旅団）

1904年（明治37年）6月 - 後備歩兵第16連隊は新発田を出発。満州の旅順・奉天・鉄嶺で戦う。
1905年（明治38年）12月 - 新発田に帰還、解隊。
- 歩兵第116連隊（日中戦争勃発に伴い、第13師団隷下部隊として編成）

1937年（昭和12年）9月 - 第13師団隷下歩兵第116連隊は新発田を出発。中華民国の上海・南京・徐州・漢口・長沙・柳州・独山・佳林で戦う。
1945年（昭和20年）8月 - 湖南省東安で終戦。

## 歴代連隊長
| 代 | 氏名       | 在任期間               | 備考                  |
| -- | ---------- | ---------------------- | --------------------- |
| 1  | 山本清堅   | 1884.6.2 - 1885.5.26   | 中佐                  |
| 2  | 長谷川良之 | 1885.7.1 -             | 中佐                  |
| 3  | 川崎宗則   | 1889.5.14 -            | 中佐、1890.11.大佐    |
| 4  | 福島庸智   | 1891.9.9 - 1896.9.25   | 中佐、1894.8.大佐     |
| 5  | 中西千馬   | 1896.9.25 - 1900.7.21  | 中佐、大佐昇進        |
| 6  | 谷山隆英   | 1900.7.21 -            | 中佐、1902.5.大佐     |
| 7  | 水島辰男   | 1905.6.16 -            |                       |
| 8  | 永田克之   | 1906.4.6 -             | 中佐                  |
| 9  | 天野芳造   | 1910.3.9 - 1910.10.27  |                       |
| 10 | 伊藤祐武   | 1910.10.27 - 1915.3.27 | 中佐、1910.11.30 大佐 |
| 11 | 東郷辰二郎 | 1915.3.27 - 12.23      |                       |
| 12 | 五十嵐多一 | 1915.12.23 - 1916.7.14 |                       |
| 13 | 千田嘉平   | 1916.7.14 - 1918.7.24  |                       |
| 14 | 浅野丈夫   | 1918.7.24 -            |                       |
| 15 | 中村好     | 1921.6.28 - 1922.8.15  |                       |
| 16 | 小山満雄   | 1922.8.15 -            |                       |
| 17 | 星村市平   | 1925.5.1 -             |                       |
| 18 | 中屋良雄   | 1928.8.10 -            |                       |
| 19 | 岡本忠雄   | 1929.8.1 -             |                       |
| 20 | 浜本喜三郎 | 1931.8.1 -             |                       |
| 21 | 小泉恭次   | 1932.5.23 -            |                       |
| 22 | 丹下悌次郎 | 1933.3.18 -            |                       |
| 23 | 後藤十郎   | 1935.12.2 -            |                       |
| 24 | 内田孝行   | 1937.11.1 -            |                       |
| 25 | 宮崎繁三郎 | 1939.3.7-              |                       |
| 26 | 広安寿郎   | 1940.12.2 - 1942.10.25 | 戦死                  |
| 27 | 堺吉嗣     | 1942.10.29 -           |                       |
| 28 | 井之上晴蔵 | 1944.9.18 - 1945.6.5   | 戦死                  |
| 末 | 堺吉嗣     | 1945.6.5 -             |                       |

## 当時の訓練施設
- 営前練兵場：現在の新発田城址公園、自衛隊敷地内ヘリポート。
- 町裏練兵場：新発田南高校の裏一帯の場所。
- 射撃場：大宝寺射撃場（新発田市の真木山の北側）、大日ヶ原（阿賀野市の五頭山ふもと）